# Катастрофа Boeing 737 под Шарм-эш-Шейхом
Катастрофа Boeing 737 под Шарм-эш-Шейхом — крупная авиационная катастрофа, произошедшая в субботу 3 января 2004 года. Авиалайнер Boeing 737-3Q8 авиакомпании Flash Airlines выполнял плановый межконтинентальный рейс FSH604 (позывной — Flash 604) по маршруту Шарм-эш-Шейх—Каир—Париж, но через 2,5 минуты после взлёта вместо набора высоты (во время выполнения левого разворота) перешёл в быстрое снижение и рухнул в Красное море в 15 километрах от побережья. Погибли все находившиеся на его борту 148 человек — 135 пассажиров и 13 членов экипажа.
Катастрофа рейса 604 остаётся крупнейшей катастрофой в истории самолёта Boeing 737-300. Также она являлась крупнейшей авиакатастрофой в истории Египта (до катастрофы A321 над Синайским полуостровом, 224 погибших).

## Самолёт

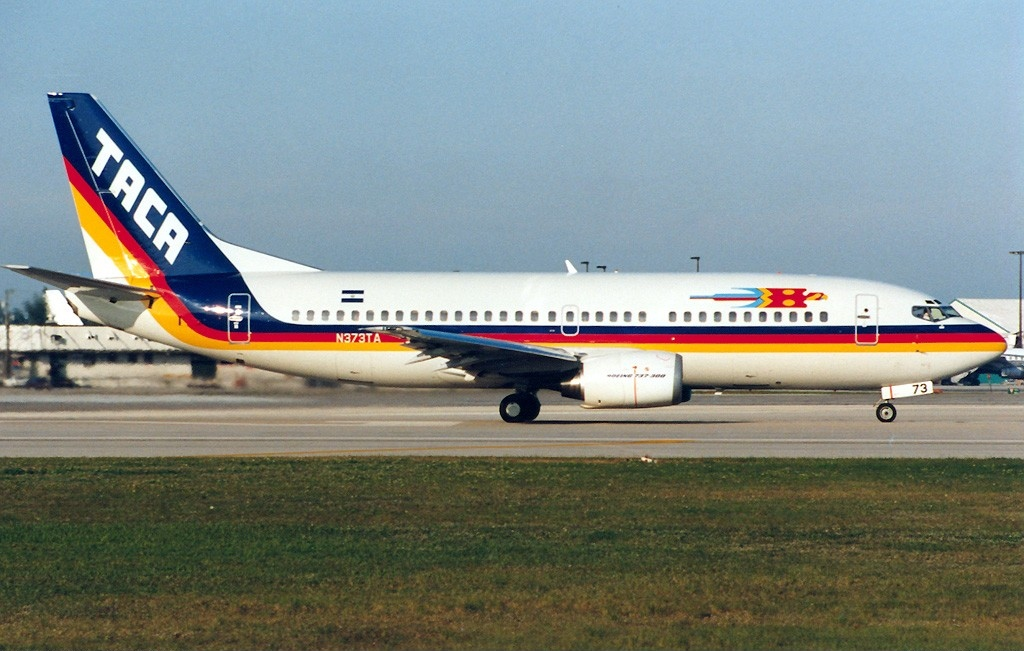
Разбившийся самолёт в 1992 году (в период эксплуатации в TACA)

Boeing 737-3Q8 (регистрационный номер SU-ZCF, заводской 26283, серийный 2383) был выпущен в 1992 году и 9 октября совершил свой первый полёт, после чего был продан лизинговой компании «International Lease Finance Corporation (ILFC)», которая 22 октября сдала его в лизинг авиакомпании TACA, где он получил бортовой номер N373TA. 25 марта 1998 года был сдан в лизинг авиакомпании Color Air, где эксплуатировался до 27 сентября 1999 года (борт G-COLB), после чего вернулся к ILFC, которая 22 ноября изменила его бортовой номер на N161LF. 21 апреля 2000 года самолёт был сдан в лизинг авиакомпании Heliopolis Airlines, где получил бортовой номер SU-ZCE и имя Shaza. 17 мая снова вернулся в ILFC и был перерегистрирован (борт N221LF), после чего 17 июля был сдан в лизинг Mediterranean Airlines, где получил б/н SU-MBA и имя Cataract. В мае 2001 года снова вернулся к ILFC и в июне того же года был сдан в лизинг авиакомпании Flash Airlines, в которой получил бортовой номер SU-ZCF и имя Nour (араб. نور‎ — Свет, англ. Light).
Оснащён двумя турбовентиляторными двигателями CFM International CFM56-3C1 (с 2000 года, изначально он был оснащён двигателями CFM International CFM56-3B2) и относился к конфигурации Y148. Его салон экономкласса имел пассажировместимость на 148 мест. На день катастрофы 11-летний авиалайнер совершил 17 976 циклов «взлёт-посадка» и налетал 25 603 часа.

## Экипаж и пассажиры
Самолётом управлял опытный экипаж, состав которого был таким:
- Командир воздушного судна (КВС) — 53-летний Хедр Абдулла (англ. Khadr Abdullah). Родился 26 февраля 1950 года. Свидетельство пилота получил 15 декабря 1984 года и изначально проходил службу в ВВС Египта военным инструктором, в авиакомпании Flash Airlines с 16 февраля 2003 года (проработал в ней 10 месяцев). Был квалифицирован для полётов на ATR 42, Boeing 737 Classic (с 27 мая 2003 года), DHC-5 Buffalo, C-130 и Gomhouria[англ.]. На 31 декабря 2003 года налетал 7443 часа 45 минут, 474 часа 15 минут из них на Boeing 737[6].
- Второй пилот — 25-летний Амр Шаафей (англ. Amr Shaafei). Родился 1 января 1979 года. Свидетельство гражданского пилота получил 12 апреля 1997 года, в авиакомпании Flash Airlines с 22 мая 2002 года (проработал в ней 1 год и 7 месяцев). Был квалифицирован для полётов на Cessna (c 12 апреля 1997 года), Boeing 737-200 (с 22 июля 1998 года) и Boeing 737 Classic (c 18 июля 2002 года). На 31 декабря 2003 года налетал 788 часов 53 минуты, 242 часа 28 минут из них на Boeing 737[7].

Также в кабине вместе с экипажем находился 42-летний второй пилот-стажёр Ашраф Абдельхамид (англ. Ashraf Abdelhamid), который, в отличие от остальных членов экипажа, имел ещё гражданство Канады и США.
В салоне самолёта работали 4 стюардессы; там же находились 6 внеслужебных членов экипажа, занимавшихся обслуживанием самолёта на стоянках.
| Гражданство           | Пассажиры | Экипаж | Всего |
| --------------------- | --------- | ------ | ----- |
| Египет                | 0         | 12     | 12    |
| Египет / Канада / США | 0         | 1      | 1     |
| Франция               | 132       | 0      | 132   |
| Марокко               | 2         | 0      | 2     |
| Япония                | 1         | 0      | 1     |
| Всего                 | 135       | 13     | 148   |

Всего на борт лайнера сели 135 пассажиров, в большинстве это были французские туристы, возвращавшиеся домой.

## Хронология событий
По данным речевого самописца, второй пилот пришёл в кабину в 04:14:30, а КВС в 04:18:14. После краткого обсуждения со стюардессами информации о погрузке и плане полёта, в 04:18:58 командир дал указание второму пилоту зачитать контрольную карту перед запуском двигателей; зачитывание карты было закончено в 04:20:17. В 04:32:19 все пункты этой карты были выполнены, после чего с 04:35:36 по 04:39:55 была зачитана контрольная карта по рулению. В процессе выполнения данной карты экипаж связался с авиадиспетчером и в 04:38:15 получил от него указания после вылета занять эшелон FL140 (4250 метров), ответчик 1673. Второй пилот подтвердил указания и сообщил, что на борту 135 пассажиров. В 04:40:38 второй пилот сообщил, что Flash 604 готов к рулению. В ответ диспетчер на башне передал: Flash 604, у земли ветер 280, 13 узлов, левый поворот на курс 306°, взлёт с полосы 22 правая. Второй пилот подтвердил получение информации, но забыл повторить о первоначальном занятии эшелона FL140, на что ему дважды указал КВС.
В 04:41:59 рейс FSH604 занял исполнительный старт в начале ВПП № 22R. В 04:42:02 был включён переключатель TOGA, а через 2 секунды отпущены тормоза. В 04:42:10 второй пилот сообщил, что скорость растёт и достигла 148 км/ч. В промежутке от 04:42:26 по 04:42:33 второй пилот последовательно сообщил о достижении скорости V1, подъёма носовой стойки и отрыве от полосы. В 04:42:36 командир сказал: Подъём, а через 2 секунды скорость достигла 313 км/ч. В 04:42:38 рейс FSH604 вылетел из аэропорта Шарм-эш-Шейха. В 04:42:43 командир сказал о достижении 122 метров, что повторил второй пилот, а в 04:42:59 второй пилот сообщил о высоте 305 метров. В это же время с пилотами связался диспетчер, который сообщил время вылета и разрешил выполнять левый поворот с набором высоты. Второй пилот подтвердил получение информации, что стало последним радиосообщением с борта рейса 604. С креном 20° лайнер начал выполнять левый поворот с набором высоты.
В 04:43:00 КВС сказал: Скорость N1 210, закрылки 1. Левый поворот. В 04:43:05 диспетчер сообщил: Flash 604, расчётное время 44, когда вы выполните левый разворот и займёте курс 306. Экипаж эту информацию подтверждать не стал, а самолёт в этот момент был на высоте 386 метров над уровнем моря. В 04:43:11 на высоте 466 метров командир ещё раз повторил: Левый поворот, а второй пилот подтвердил, что понял информацию. В 04:43:18 второй пилот доложил: Левый поворот, занимаем 306, VOR Шарм. В 04:43:21 крен влево достиг максимального значения в 21,8°, а после прохождения курса 140° снизился примерно до 5°. В 04:43:19 с диспетчером вышел на связь рейс MS227 авиакомпании EgyptAir (Хургада—Шарм-эш-Шейх) и диспетчер перестал следить за рейсом FSH604.
В 04:43:21 рейс 604 достиг скорости 405 км/ч, поэтому командир дал второму пилоту команду полностью убрать закрылки. В 04:43:35 второй пилот доложил, что закрылки убраны и фары выключены (высота 669 метров, скорость 387 км/ч, курс 168°, тангаж 10,9°, левый крен 20,74°), а следом командир дал указание зачитать контрольную карту после взлёта, но ему не ответили. В 04:43:53 поступательная скорость самолёта достигла 400 км/ч, после чего начала снижаться, пока в 04:44:23 не упала до 341 км/ч, а затем опять начала расти. В 04:43:55 КВС дал команду: Автопилот, но никто не ответил (952 метра, 400 км/ч, 142,7°, 15,3°, влево 7,7°). В 04:43:59 автопилот был включён по системе CWS-R, о чём второй пилот доложил командиру (1057 метров, 387 км/ч, 140,2°, 18,4°, влево 6,6°). В это же время параметрический самописец зафиксировал, как на секунду на угол 7,2° отклонился правый элерон, что вызвало отключение автопилота, о чём пилотов на пару секунд известил звуковой сигнал. В этот период времени наблюдался набор высоты и увеличение вертикальной скорости. В 04:44:05 КВС дал указание задать высоту (1182 метра, 375 км/ч, 139,5°, 20,5 °, влево 0,0°), через 2 секунды второй пилот доложил, что высота задана и автопилот задействован. В течение этого времени лайнер начал выходить из левого крена, пока крылья не заняли горизонтальное положение. Далее были зафиксированы кратковременные отклонения правого элерона, создающие правый крен. В 04:44:18 крен был около 12°, когда командир сказал: Смотрите, что сделал самолёт (1470 метров, 345 км/ч, 149,4°, 15,4°, вправо 12,6°).
Услышав замечание КВС, второй пилот подтвердил, что самолёт действительно выполняет правый разворот (крен 17°). На вопросительное восклицание командира (Что?) второй пилот повторил: Поворачивает вправо. В 04:44:31 командир спросил: Что? Поворачивает вправо? Как поворачивает вправо? (1656 метров, 361 км/ч, 179,6°, 10,7°, вправо 27,7°). Правый элерон в это время продолжал отклоняться, увеличивая крен. Вскоре крен достиг 43,2°, а самолёт достиг максимальной высоты 1667 метров, когда за счёт кратковременного отклонения левого элерона крен был снижен до 41,8°, но затем опять начал расти. Командир дважды скомандовал включить автопилот, на что второй пилот доложил о его включении (при этом параметрический самописец не зарегистрировал активирования автопилота).
В 04:44:44 крен вправо достиг 53°, а через 2 секунды самолёт начал постепенно опускать нос и переходить в снижение. В 04:44:48 правый крен достиг 68,9°, когда второй пилот сказал: Опасный крен, опасный крен, опасный крен, а система GPWS выдала предупреждение о сваливании. В 04:44:54 при крене 95° командир сказал: Хорошо, выходим (1337 метров, 489 км/ч, 270°, −29,7°, вправо 95,2°). Левые элероны были отклонены, но рейс 604 уже сам заваливался на крыло (935 метров, 588 км/ч, 281°, −43,2°, вправо 111°). Второй пилот увидел, что автопилот не задействован, о чём тут же доложил КВС, тот в ответ дал команду его включить. В 04:44:58 второй пилот-стажёр, увидев рост скорости, крикнул: Убавь режим, убавь режим, убавь режим!, а следом это же сказал и КВС. Двигатели были переведены на холостой режим (тангаж −42,4° на пикирование, правый крен 39,2°). В 04:45:02 в кабине прозвучал сигнал GPWS о превышении скорости (402 метра, 708 км/ч, 306,9°, −40,6°, вправо 30,2°). Выходя из крутого правого крена, рейс 604 теперь нёсся вниз под крутым углом. В 04:45:04,3 командир сказал: Выходи же. К этому моменту правый крен составлял 15,6°, высота 128 метров, а лайнер снижался с опущенным вниз на 30,5° носом со скоростью 762 км/ч.
В 04:45:05 сработал сигнал GPWS об опасно малой высоте («WHOOP!…»), а всего через секунду (в 04:45:06) с вертикальной перегрузкой 3,96 единиц рейс FSH604 на скорости 770 км/ч с правым креном 19,3° и с опущенным вниз под углом 25,4° носом врезался в поверхность воды Красного моря. От удара авиалайнер полностью разрушился и затонул на глубине около 900 метров. Все 148 человек на его борту погибли.
На 2024 год это крупнейшая катастрофа самолёта Boeing 737-300, а также 4-я в истории всего семейства Boeing 737. Также на момент событий являлась крупнейшей авиакатастрофой в Египте (до катастрофы российского Airbus A321 в 2015 году).

## Расследование
5 января 2004 года в «Агентство „Франс-Пресс“» в Каире позвонил неизвестный, который назвал себя представителем исламской группировки «Ансар аль-Хак» (Йемен) и заявил, что самолёт был взорван как протест против принятого во Франции закона, известного как «Запрет на ношение хиджабов в школах». Однако 6 января официальный представитель правительства Йемена заявил, что такой группировки не существует. Последующее исследование найденных тел и обломков также исключило версию о теракте.
Расследование причин катастрофы рейса FSH604 проводило Министерство гражданской авиации Египта (ECAA).
Окончательный отчёт расследования был опубликован 25 марта 2006 года.
Следователи ECAA не смогли определить точную причину катастрофы; в отчёте перечислены 4 вероятные причины, наиболее вероятная из них — версия технической неисправности. Но следователи американского Национального совета по безопасности на транспорте (NTSB) и французского Бюро по расследованию и анализу безопасности гражданской авиации (BEA), проводившие независимые расследования, сошлись во мнении, что катастрофа произошла из-за дезориентации пилотов.

## Культурные аспекты
Катастрофа рейса 604 Flash Airlines показана в 4 сезоне канадского документального телесериала Расследования авиакатастроф в серии Пикирование в бездну.

### Комментарии
1. ↑  Здесь и далее указано Восточноевропейское время — EET